# 莫筌
莫筌，五代十国女性人物，长沙人。
周渭之妻，她和周渭有两个儿子。南汉中宗与马楚交兵，周渭被南汉俘虏，母子流落昭州。周渭出奔宋朝，没有机会與莫筌訣别。二子年幼，父母先让他改嫁，莫筌不同意，亲自親蠶績、碓舂养大儿子。儿子长大，為二子娶了媳婦。周渭离开二十六年后，在北宋担任广南转运使，这时候南汉已经被宋朝灭亡，他到当地知道莫筌还活着，前去迎接。莫筌知道已经另娶，自己也儿孙满堂，就不愿离开了。周渭上奏朝廷，宋朝朝廷封为县君，二子赐官。